# Fluen (film fra 1958)
 For alternative betydninger, se Fluen. (Se også artikler, som begynder med Fluen)
Fluen (originaltitel The Fly) er en amerikansk science fiction horror film i farver fra 1958. Filmen er produceret og instrueret af Kurt Neumann og har i hovedrollerne David Hedison, Patricia Owens , Vincent Price og Herbert Marshall. Manuskriptet er skrevet af James Clavell baseret på George Langelaans novelle The Fly (1957), der var blevet trykt i magasinet Playboy. Filmen blev distribueret af 20th Century Fox.
Filmen handler om en videnskabsmand, der omdannes til en grotesk hybrid mellem et menneske og en flue, da en spyflue ubemærket kommer ind i en molekyle-transporter, som videnskabsmanden eksperimenterer med. Da fluen kommr ind i maskinen, bliver videnskabsmandens atomer blandet med fluens atomer.
Filmen, der blev indspillet på blot 18 dage med et budget på mellem $325.000 og $495.000, blev en stor kommerciel succes og blev fulgt op af to sequels i sort-hvid: Fluen vender tilbage (originaltitel: Return of the Fly) (1959) og Curse of the Fly (1965) (sidstnævnte uden biografpremiere i Danmark). The Fly blev genindspillet i 1986 i en udgave instrueret af David Cronenberg og udsendt under samme titel, i Danmark udgivet som Fluen.
Fluen modtog ved udgivelsen blandede anmeldelser, men anses i dag som en klassiker indenfor science fiction-film.

## Medvirkende
- David Hedison (krediteret som Al Hedison) som André Delambre
- Patricia Owens som Hélène Delambre
- Vincent Price som François Delambre
- Herbert Marshall som Inspector Charas
- Kathleen Freeman som Emma
- Betty Lou Gerson som Nurse Anderson
- Charles Herbert som Philippe Delambre
- Eugene Borden som Dr. Éjoute
- Torben Meyer som Gaston